# Perlativ
Perlativ är ett kasus med betydelsen genom. Perlativ förekommer i bland annat grönländska och i australiska språk. 
Perlativ finns inte i några i dag levande indoeuropeiska språk, och fanns heller inte i protoindoeuropeiskan. I dessa språk använder eller använde man sig oftast av ackusativen i aktuella sammanhang.